# HTC Highroad Women/2011

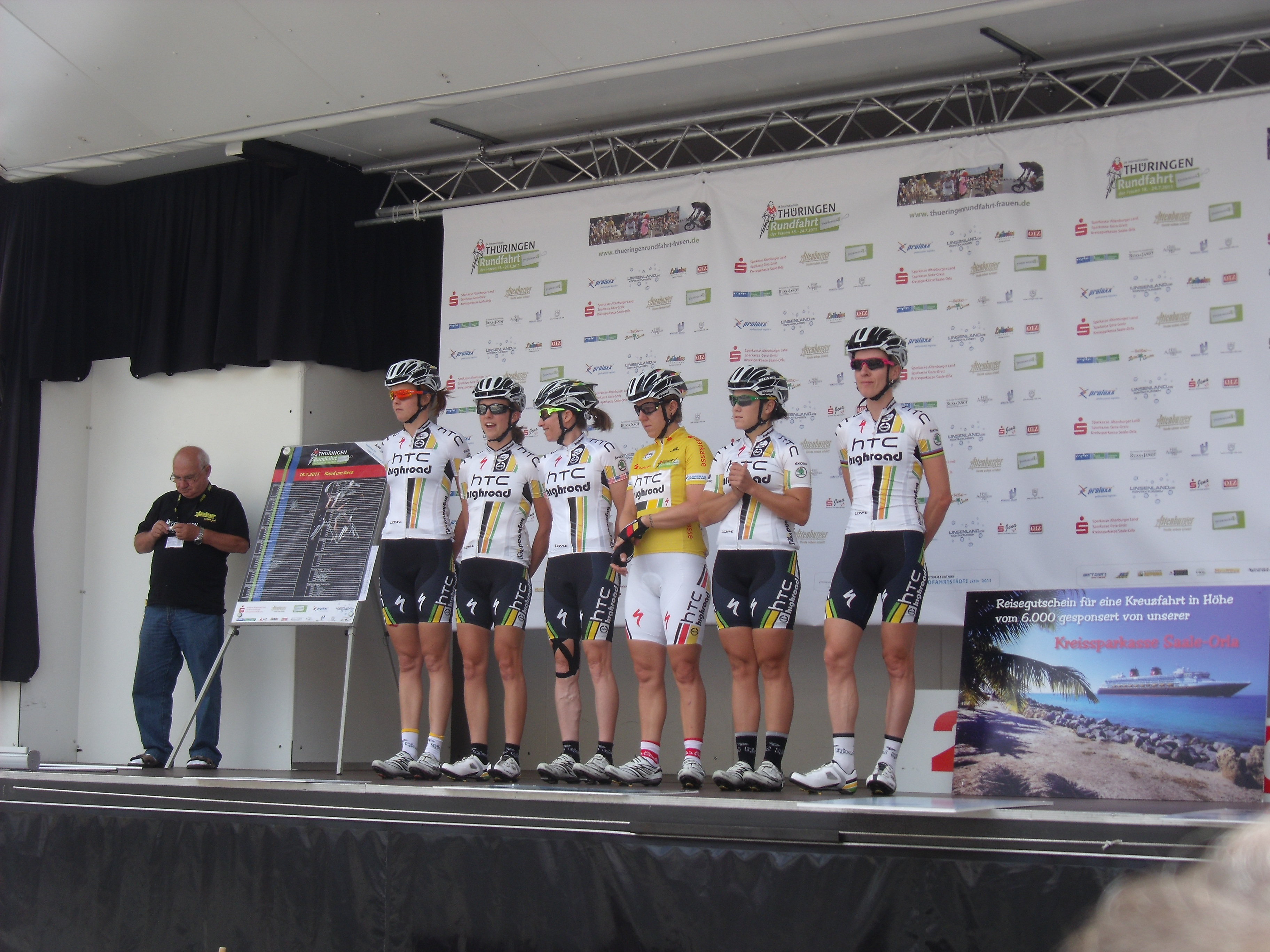
Team HTC Highroad Women bei der Internationalen Thüringen-Rundfahrt der Frauen 2011 in Gera

Dieser Artikel listet die Erfolge und Fahrerinnen des Radsportteams HTC Highroad Women in der Saison 2011 auf.

## Team
| Name                | Geburtstag        | Nationalität           |
| ------------------- | ----------------- | ---------------------- |
| Judith Arndt        | 23. Juli 1976     | Deutschland            |
| Charlotte Becker    | 19. Mai 1983      | Deutschland            |
| Katie Colclough     | 20. Januar 1990   | Vereinigtes Königreich |
| Emilia Fahlin       | 24. Oktober 1988  | Schweden               |
| Chloe Hosking       | 1. Oktober 1990   | Australien             |
| Amanda Miller       | 13. Dezember 1986 | Vereinigte Staaten     |
| Amber Neben         | 18. Februar 1975  | Vereinigte Staaten     |
| Ally Stacher        | 8. Juni 1987      | Vereinigte Staaten     |
| Evelyn Stevens      | 9. Mai 1983       | Vereinigte Staaten     |
| Ina-Yoko Teutenberg | 28. Oktober 1974  | Deutschland            |
| Ellen van Dijk      | 11. Februar 1987  | Niederlande            |
| Adrie Visser        | 19. Oktober 1983  | Niederlande            |

## Erfolge
| Datum           | Rennen                                                                  | Fahrerin            |
| --------------- | ----------------------------------------------------------------------- | ------------------- |
| 5. Januar       | 4. Etappe Jayco Bay Cycling Classic                                     | Judith Arndt        |
| 16. Januar      | 1. Etappe Rendition Homes Cup                                           | Chloe Hosking       |
| 16.–18. Januar  | Gesamtwertung Rendition Homes Cup                                       | Chloe Hosking       |
| 3. Februar      | 2. Etappe Ladies Tour of Qatar                                          | Ellen van Dijk      |
| 2.–4. Februar   | Gesamtwertung Ladies Tour of Qatar                                      | Ellen van Dijk      |
| 23. Februar     | 1. Etappe Women’s Tour of New Zealand                                   | Judith Arndt        |
| 24. Februar     | 2. Etappe Women’s Tour of New Zealand                                   | Judith Arndt        |
| 25. Februar     | 3. Etappe Women’s Tour of New Zealand                                   | Ina-Yoko Teutenberg |
| 27. Februar     | 6. Etappe Women’s Tour of New Zealand                                   | Amanda Miller       |
| 23.–27. Februar | Gesamtwertung Women’s Tour of New Zealand                               | Judith Arndt        |
| 3. April        | 1. Etappe Merco Classic Stage Race                                      | Amanda Miller       |
| 6. April        | 3. Etappe Merco Classic Stage Race                                      | Ina-Yoko Teutenberg |
| 7. April        | 4. Etappe Merco Classic Stage Race                                      | Ina-Yoko Teutenberg |
| 20. März        | Köln-Schuld-Frechen                                                     | Evelyn Stevens      |
| 25. März        | 1. Etappe San Dimas Stage Race                                          | Amber Neben         |
| 27. März        | 3. Etappe San Dimas Stage Race                                          | Chloe Hosking       |
| 25.–27. März    | Gesamtwertung San Dimas Stage Race                                      | Amber Neben         |
| 8. April        | 2. Etappe Energiewacht Tour                                             | Ina-Yoko Teutenberg |
| 9. April        | 3. Etappe Energiewacht Tour                                             | Adrie Visser        |
| 7.–10. April    | Gesamtwertung Energiewacht Tour                                         | Adrie Visser        |
| 17. April       | Ronde van Gelderland                                                    | Ina-Yoko Teutenberg |
| 24. April       | GP Stad Roeselare                                                       | Amber Neben         |
| 12. Mai         | 2. Etappe Tour of Chongming Island                                      | Ina-Yoko Teutenberg |
| 13. Mai         | 3. Etappe Tour of Chongming Island                                      | Chloe Hosking       |
| 11.–13. Mai     | Gesamtwertung Tour of Chongming Island                                  | Ina-Yoko Teutenberg |
| 15. Mai         | Tour of Chongming Island World Cup                                      | Ina-Yoko Teutenberg |
| 17. Juni        | 1. Etappe Giro del Trentino Alto Adige – Südtirol                       | Ina-Yoko Teutenberg |
| 18. Juni        | 2. Etappe Giro del Trentino Alto Adige – Südtirol                       | Judith Arndt        |
| 17.–19. Juni    | Gesamtwertung Giro del Trentino Alto Adige – Südtirol                   | Judith Arndt        |
| 15.–19. Juni    | Gesamtwertung Nature Valley                                             | Amber Neben         |
| 22. Juni        | Schwedische Meisterschaft (EZF)                                         | Emilia Fahlin       |
| 23. Juni        | US-Meisterschaft (EZF)                                                  | Evelyn Stevens      |
| 24. Juni        | Deutsche Meisterschaft (EZF)                                            | Judith Arndt        |
| 26. Juni        | Deutsche Meisterschaft Straßenrennen                                    | Ina-Yoko Teutenberg |
| 4. Juli         | 4. Etappe Giro d’Italia Femminile                                       | Ina-Yoko Teutenberg |
| 10. Juli        | 10. Etappe Giro d’Italia Femminile                                      | Ina-Yoko Teutenberg |
| 18. Juli        | Prolog Internationale Thüringen-Rundfahrt der Frauen                    | HTC Highroad Women  |
| 19. Juli        | 1. Etappe Internationale Thüringen-Rundfahrt der Frauen                 | Ina-Yoko Teutenberg |
| 21. Juli        | 3. Etappe Internationale Thüringen-Rundfahrt der Frauen                 | Amanda Miller       |
| 23. Juli        | 5. Etappe Internationale Thüringen-Rundfahrt der Frauen                 | Judith Arndt        |
| 24. Juli        | Rund um den Elm                                                         | Charlotte Becker    |
| 29. Juli        | Open de Suède Vårgårda team time trial                                  | HTC Highroad Women  |
| 30. Juli        | Olympia Preis                                                           | Chloe Hosking       |
| 31. Juli        | Sparkassen Giro                                                         | Adrie Visser        |
| 20. August      | 1. Etappe Trophée d’Or Féminin                                          | Ina-Yoko Teutenberg |
| 21. August      | 2. Etappe Trophée d’Or Féminin (MZF)                                    | HTC Highroad Women  |
| 21. August      | 3. Etappe Trophée d’Or Féminin                                          | Charlotte Becker    |
| 4. September    | Memorial Davide Fardelli                                                | Judith Arndt        |
| 5. September    | Prolog Tour Cycliste Féminin International de l’Ardèche                 | Emilia Fahlin       |
| 7. September    | 2. Etappe (EZF) Profile Ladies Tour (2.1)                               | Ellen van Dijk      |
| 7. September    | 2. Etappe (EZF) Tour Cycliste Féminin International de l’Ardèche        | Emilia Fahlin       |
| 8. September    | 4. Etappe Tour Cycliste Féminin International de l’Ardèche              | Evelyn Stevens      |
| 9. September    | 5. Etappe Tour Cycliste Féminin International de l’Ardèche              | Emilia Fahlin       |
| 10. September   | 6. Etappe Tour Cycliste Féminin International de l’Ardèche              | Emilia Fahlin       |
| 11. September   | Chrono Champenois – Trophée Européen (1.1)                              | Judith Arndt        |
| 13. September   | 1. Etappe (MZF) Giro della Toscana Femminile – Memorial Michela Fanini  | HTC Highroad Women  |
| 14. September   | 2. Etappe Giro della Toscana Femminile - Memorial Michela Fanini        | Ina-Yoko Teutenberg |
| 15. September   | 3. Etappe Giro della Toscana Femminile - Memorial Michela Fanini        | Judith Arndt        |
| 16. September   | 4a. Etappe Giro della Toscana Femminile - Memorial Michela Fanini       | Ina-Yoko Teutenberg |
| 16. September   | 4b. Etappe (EZF) Giro della Toscana Femminile - Memorial Michela Fanini | Judith Arndt        |
| 18. September   | 6. Etappe Giro della Toscana Femminile - Memorial Michela Fanini        | Charlotte Becker    |